# (5164) Mullo
(5164) Mullo est un astéroïde de la ceinture principale.

## Description
(5164) Mullo est un astéroïde de la ceinture principale. Il fut découvert le 20 novembre 1984 à Caussols par Christian Pollas. Il présente une orbite caractérisée par un demi-grand axe de 3,69 UA, une excentricité de 0,50 et une inclinaison de 19,3° par rapport à l'écliptique.

## Compléments